# Tarma, Peru
Tarma är en stad i centrala delen av Perú, centralort för distriktet Tarma och provinsen Tarma, i departementet Junín. Staden kallas Ciudad de las Flores och har en befolkning av 54 078 personer. Staden grundades 1538.
Staden Tarma ligger i centrum av provinsen Tarma, departementet Junín, cirka 230 km öster om staden Lima.  Den ligger på en höjd av 3 048 m ö.h. i Tarmadalen som bildas av floden med samma namn, på den östra sluttningen av Anderna. Hydrografiskt sett ligger staden i Perené-bassängen. Medeltemperaturen varierar mellan 12°C och 23°C. Tarmadalen är känd för sitt kulturlandskap, med omfattande plantager av blommor och aromatiska örter.
Den viktigaste försörjningen är boskapsuppfödning och jordbruk.
Runt staden finns betydande arkeologiska fyndplatser, till exempel Shuguemarca, Yanamarca, Huayipirca, Pichgamarca, Huancoy, Cachicachi, Tarmatambo och fortet Vilcabamba.